# Trying
Trying är en brittisk komediserie från 2020. Serien är regisserad av Jim O'Hanlon. Manus har skrivits av Andy Wolton.
Seriens första säsong består av åtta avsnitt. Den svenska premiären är planerad till den 1 maj 2020 på Apple TV+.

## Handling
Serien handlar om Jason och Nikki som helst av allt önskar att de kan få ett barn. Det är dock något som de kan inte få på det vanliga sätter. Det bestämmer sig därför för att adoptera. Men hur ställer sig de som ska bestämma om de ska få adoptera till deras knasiga vänner och familj för att inte prata om Jasons och Nikkis kaotiska liv?

## Rollista (i urval)
| Rafe Spall      | – Jason  |
| Esther Smith    | – Nikki  |
| Imelda Staunton |          |
| Jonathan Rhodes | – Marcus |
| Simon Bubb      | – Jamie  |
| Sarah Niles     | – Alisha |
| Robyn Cara      | – Jen    |